# Bahía de Barcelona
La Bahía de Barcelona es un cuerpo de agua al noreste del país sudamericano de Venezuela, se encuentra frente a la localidad de Lechería que forma parte del área metropolitana de Barcelona. Al norte se encuentra el cerro El Morro y el Morro de Barcelona (o Morro de Lechería), al sur se encuentra el río Neverí, al oeste el Mar Caribe y al este el complejo turístico El Morro y la ciudad de Lechería.